# スイス国鉄Ae4/7形電気機関車
Ae 4/7形は、スイス連邦鉄道の汎用電気機関車である。ブフリ式駆動装置を使用する。
ヤコブ・ブフリによって発明された伝動装置は長年にわたって使用された。スイス全域で1920年代から1990年代にかけて70年間に渡って一般運用された。

## 歴史
1920年代強力な機関車が必要とされていた。3軸式の機関車では牽引力が不足していた。ブフリ式駆動装置のAe 3/6 Iが2両試作され、その成果を元にAe 4/7が1925年に発注された。1927年から1934年までに127両が生産された。
機械部分はSLMが担当して電気部分はブラウン・ボベリ（10901 - 10916号機、10919 - 10938号機、10952 - 10972号機、11003 - 11008号機および11018 - 11027号機）、エリコン（10917 - 10918号機および10973 - 11002号機）、セシュロン（10939 - 10951号機および11109 - 11017号機）の3社が分担した。
平坦線区ではRe 4/4Iに、速達列車の運用はRe 4/4 IIに、ゴッタルド線の運用はAe 6/6にそれぞれ置き換えられ、Ae4/7形は主に短距離の短編成貨物列車の牽引に使用された。

## 装置
4動軸と3案内軸を持つ。各動軸に電動機があり、ブフリ式伝動軸を伝達して駆動する。
運転台の端には案内ボギー台車が設置されている。カーブを曲がりやすくするために4動軸の中で真ん中の2軸は左右に動く。
電気ブレーキを装備する。総括制御装置はセシュロン製の機体にのみ1963年より追加設置された。

## 保存
22両が現存する。

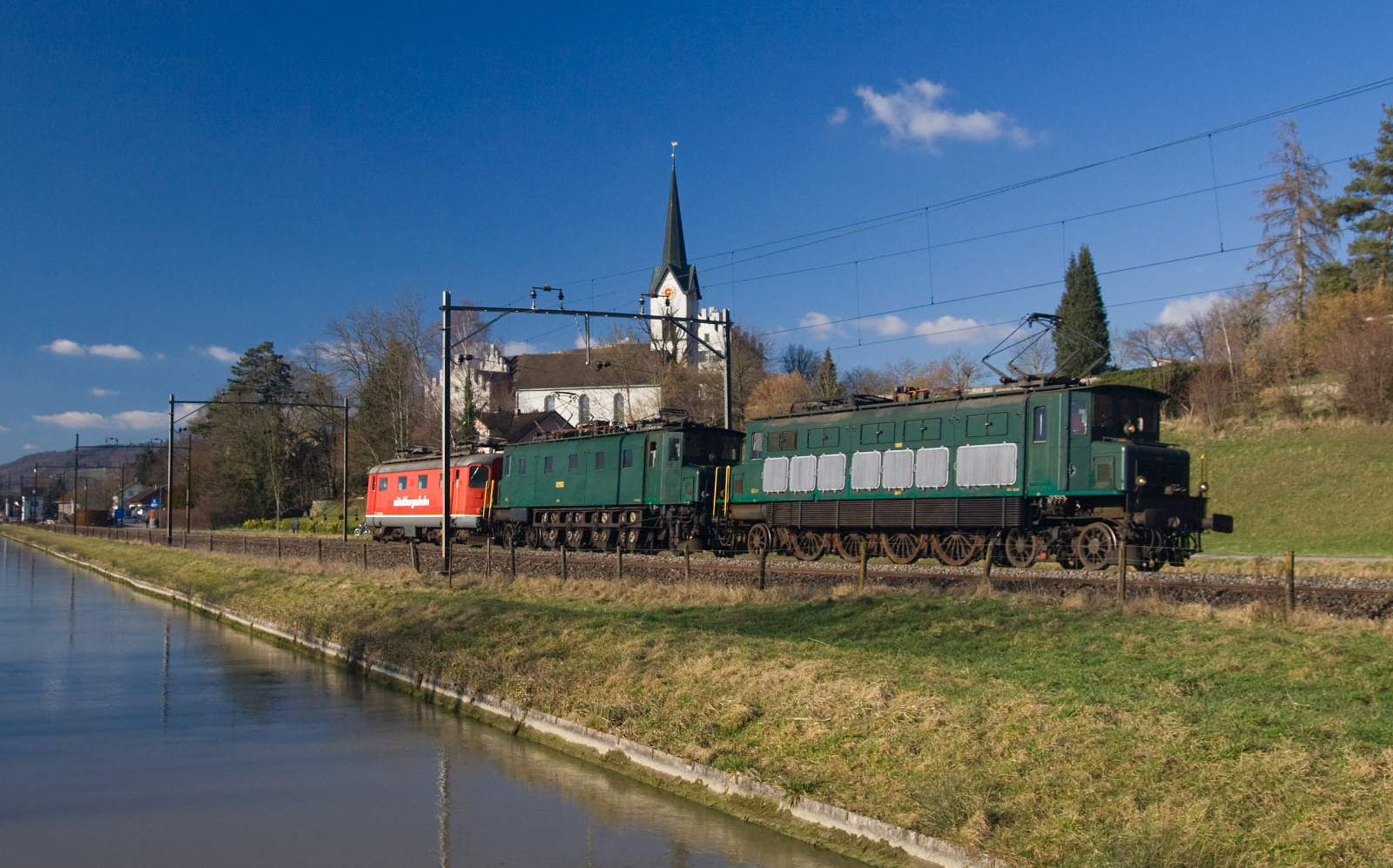
2台のAe 4/7が2007年に走行 異なる側面に注目

- 10905号機 (Depot Rorschach) と 10976号機 (Depot Lausanne) の2台の機関車がSBB鉄道記念物に指定され動態保存されている。
- 2008年には10950号機と11010号機が営業運転に復帰し、Rail4Chem社運行の貨物列車で運用された。
- 10997号機はクラブ・デル・サン・ゴッタルドが所有。

## その他
大井川鉄道ED90形電気機関車の1号機に搭載されているホイッスルは、この機関車に搭載された物である。アプト式鉄道の運転開始を祝ってスイス連邦鉄道から日本の大井川鉄道に贈呈されたもので、同機の汽笛の音を聴く事ができる。